# カールス教会

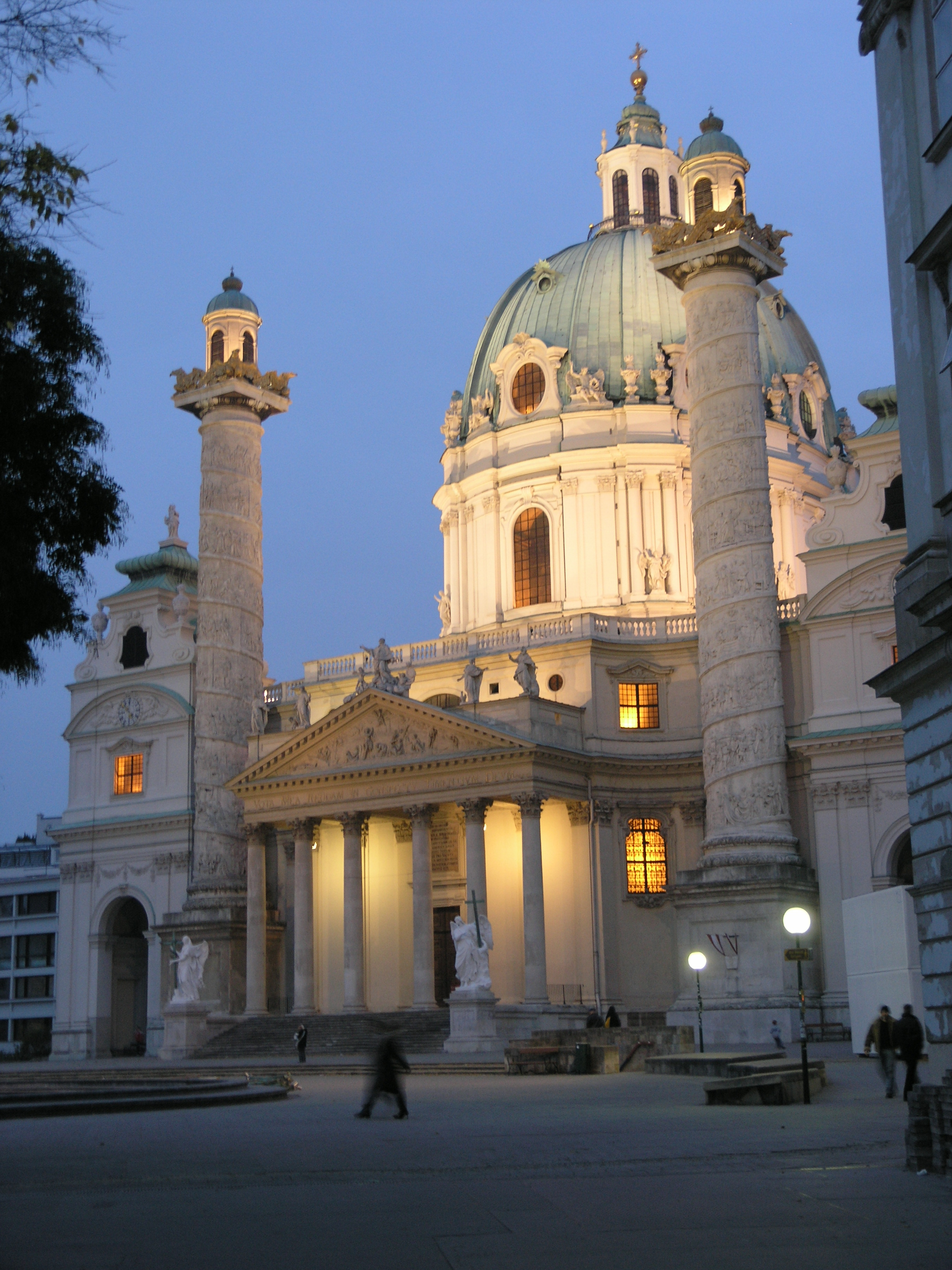
カールス教会

カール教会（Karlskirche）は、オーストリアのウィーン市街にある、バロック建築の傑作のひとつに数えられる教会。カールスプラッツにあるウィーン国立歌劇場からリングシュトラーセ（環状道路）をはさんで、そのリングの外側にあるカール広場（Karlsplatz）の南端にある。大きなドームと、ローマのトラヤヌス帝記念柱にヒントを得たという両端に2つ巨大な円柱を持つ教会である。
1713年、神聖ローマ皇帝カール6世が、ペスト撲滅を祈願して、フィシャー・フォン・エルラッハ親子につくらせた。聖カルロ・ボッロメーオがペストを鎮めるという物語のレリーフが刻まれ、内部の楕円形ドームの天井に、ロットマイヤーによって天井画が描かれ、大理石の柱や壁画の装飾の美しさが場内を引き立てている。カール教会の前に池があるが、その中に、ヘンリー・ムーアのブロンズの抽象彫刻が設置されている。